# Кхмерска писменост
Кхмерската писменост е писмеността, използвана за кхмерския език, официалният език на Камбоджа. По вид се класифицира като абугида и произлиза от разновидност на древноиндийското брахми.

## История и разпространение
Първият засвидетелстван надпис, използващ кхмерската писменост, датира от 611 година и е намерен в Ангкор Борей, южно от столицата Пном Пен. Кхмерската писменост произлиза директно от използваната широко в югоизточна Азия по това време писменост палава, която на свой ред е наследник на древноиндийската писменост брахми. Фактът, че кхмерската писменост не се е изменила драстично от появата си до днешни дни, е спомогнал за разчитането на редица исторически паметници от епохата на Кхмерската империя.
Счита се, че тайската и лаоската писмености водят началото си, или най-малкото са силно повлияни, от кхмерската писменост.
Въпреки опити да се стандартизира кхмерската писменост, все още много от думите имат по повече от едно правилно изписване. Също така, понеже за разлика от езика, писмеността не се е изменяла през вековете, много думи не се изговарят както се пишат.

## Особености
Кхмерската писменост се причислява към разновидността абугида, т.е. буквите обозначават съгласни звукове, а гласните се отбелязват посредством диакритки над, под или отстрани на буквата, бележеща предхождащата съгласна. Тъй като писмеността, от която води началото си кхмерската такава, е имала букви за повече съгласни звукове, отколкото се използват в кхмерския език, за всеки съгласен звук има по две букви: едната се произнася с последващо а, а другата – с последващо о.
Посоката на писане е като на български – от ляво надясно, с редовете от горе надолу. Интересен е фактът, че разстояние между думите не се оставя, като интервалът се използва за отбелязване на край на изречението.

## Компютърна поддръжка
Уникод определя интервала от U+1780 до U+17FF за буквите и интервала от U+19E0 до U+19FF за някои допълнителни символи, използвани от кхмерската писменост.